# Wiège-Faty
Wiège-Faty település Franciaországban, Aisne megyében. Lakosainak száma 181 fő (2022. január 1.). Wiège-Faty Colonfay, Flavigny-le-Grand-et-Beaurain, Monceau-sur-Oise, Romery és Le Sourd községekkel határos.

## Népesség
A település népessége az elmúlt években az alábbi módon változott:
| Lakosok száma | 292  | 206  | 180  | 222  | 218  | 215  | 200  | 189  | 186  | 181  |
|               | 1968 | 1982 | 1990 | 2006 | 2013 | 2015 | 2017 | 2019 | 2020 | 2022 |